# Agugliaro
Agugliaro es un municipio italiano de 1350 habitantes de la provincia de Vicenza (región del Véneto). Se encuentra en la zona llamada Basso Vicentino, en los confines con la provincia de Padua. Está ubicado entre las colinas Berici (Vicenza) y las colinas Euganeas (Padua).

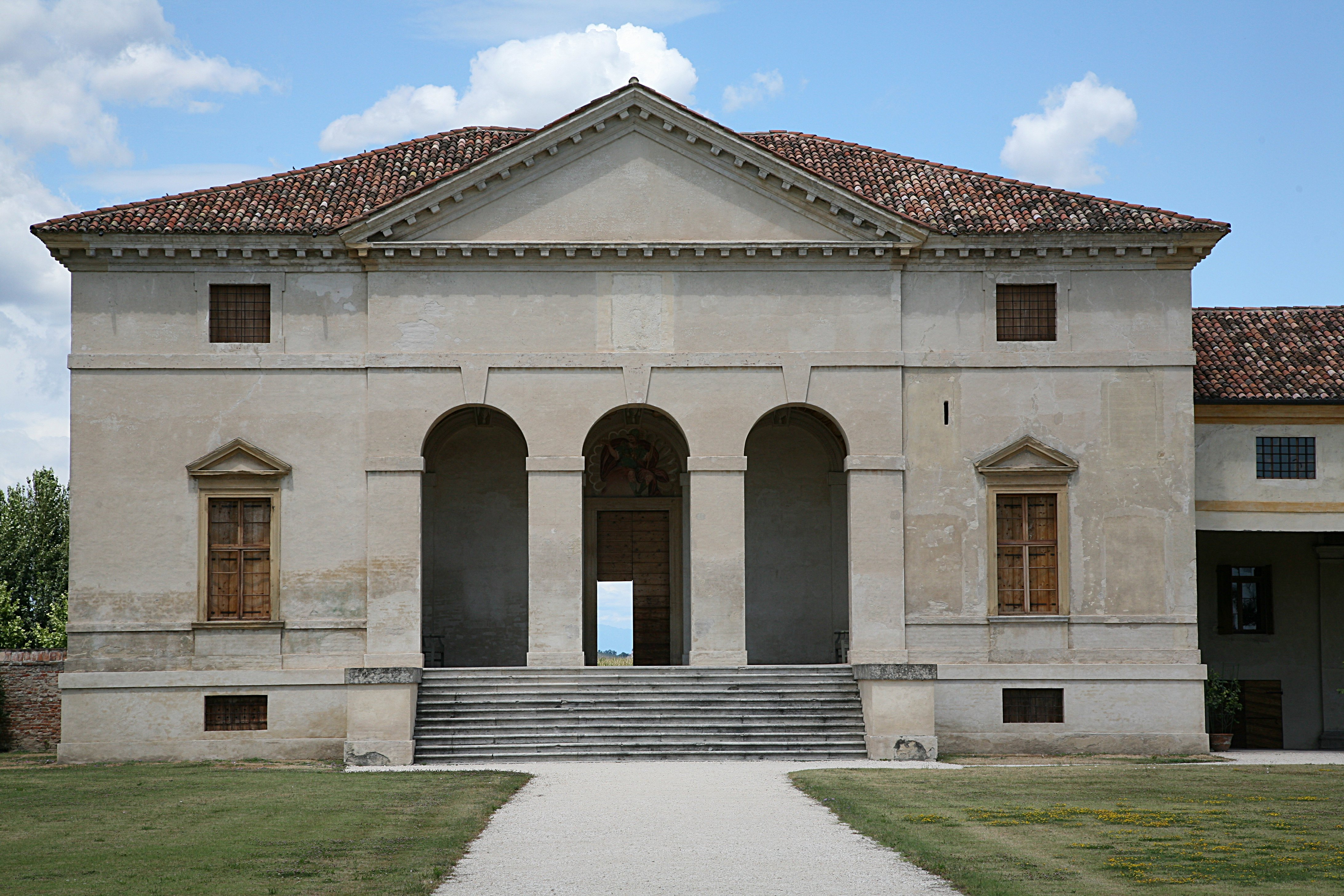
Villa Saraceno de Andrea Palladio.

Destaca por sus villas de notable valor arquitectónico, en particular la Villa Saraceno (siglo XV, en la localidad de Finale), obra de Andrea Palladio, propiedad de la fundación británica «The Landmark Trust» que tiene como presidente al príncipe Carlos de Inglaterra, una de las villas palladianas declaradas Patrimonio de la Humanidad por la Unesco.

## Evolución demográfica
| Gráfica de evolución demográfica de Agugliaro entre 1861 y 2001 |
|                                                                 |
| Fuente ISTAT - elaboración gráfica de Wikipedia                 |